# Expression figée en français
 (janvier 2020).
Les expressions figées en français est une particularité dont l'importance est très méconnue. Pourtant, le sujet n'est pas vraiment mis de côté puisque toutes les grammaires en parlent dans un chapitre consacré à la formation des mots.
Dans le dictionnaire de linguistique Larousse, les expressions figées relèvent d’un processus linguistique qui, d'un syntagme dont les éléments sont libres, fait un syntagme dont les éléments ne peuvent être dissociés. Aussi, les noms composés (cordon bleu, canapé-lit) sont-ils des syntagmes figés. Un mot composé est défini comme étant un groupe de mots d'au moins deux morphèmes lexicaux et correspondant à une unité significative.
Des critères permettent de caractériser les séquences figées :
- la polylexicalité ;
- l'opacité sémantique ;
- le sens global :
- le blocage des propriétés transformationnelles.